# Bradley Walsh
Bradley John Walsh (Watford, Hertfordshire, 4 de junio de 1960) es un actor y futbolista inglés, más conocido por haber interpretado a Danny Baldwin en Coronation Street y a Ronnie Brooks en Law & Order: UK y por interpretar actualmente Graham O'Brien en Doctor Who.

## Biografía
Es hijo de Margaret O'Connell y Daniel Terence "Danny" Walsh, y tiene una hermana menor llamada Kerri Walsh.
En 1982 Bradley se convirtió en padre de una niña, Hayley Walsh, fruto de una relación que luego terminó. En 1997 se casó con la coreógrafa Donna Derby, con quien tuvo un hijo, Barney Walsh (1997).

## Carrera
Como deportista profesional a los 18 años Bradley jugó para el Brentford FC.
COmo presentador ha aparecido en programas como Odd One In, The Chase, Britain from the Sea, Spin Star, National Lottery Live, This Morning, Now That's What I Call TV, Des and Mel, No. 1 Soap Fan, 50 Greatest Stars, Shoot the Messenger, The Big Stage, Wheel of Fortune (segunda temporada), Midas Touch (segunda temporada), Sports Addicts, GMTV, Watchdog, Only Joking, Soccer AM y en Sky Premiership Football.
El 28 de mayo de 2004 se unió al elenco de la exitosa serie británica Coronation Street donde interpretó a Daniel "Danny" Baldwin hasta el 31 de diciembre de 2006 después de que su personaje decidiera irse de Weatherfield. En el 2007 apareció en la película Chacun son cinéma ou Ce petit coup au coeur quand la lumière s'éteint et que le film commence durante el segmento "Happy Ending" junto a Joe Siffleet. En el 2009 se unió al elenco principal de la serie británica Law & Order: UK donde interpreta al detective sargento mayor de la policía Ronnie Brooks, hasta ahora. El 3 de junio de 2014 se anunció que Bradley dejaría la serie.
El 6 de junio de 2010 jugó fútbol durante el "Soccer Aid" de la UNICEF en el Old Trafford en Mánchester, Inglaterra. En el 2011 fue coautor del libro de fútbol My Dream Cup Final with....

## Filmografía

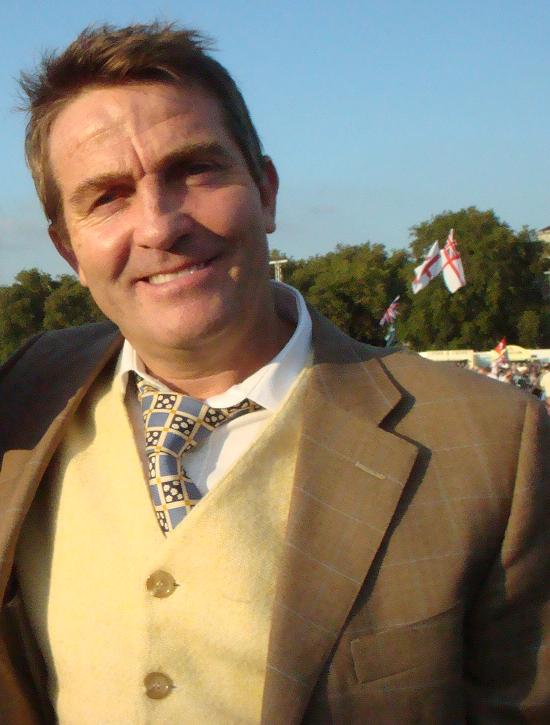

Series de televisión
| Año         | Título                            | Personaje                                | Notas                                       |
| ----------- | --------------------------------- | ---------------------------------------- | ------------------------------------------- |
| 2018 - 2021 | Doctor Who                        | Graham O'Brien                           | 22 episodios                                |
| 2009 - 2014 | Law & Order: UK                   | Ronald "Ronnie" Brooks                   | 46 episodios                                |
| 2013        | The Spa                           | Peter Kelly                              | episodio "Love Is a Losing Game"            |
| 2008        | The Sarah Jane Adventures         | Elijah Spellman/Viejo Bob/The Pied Piper | 2 episodios                                 |
| 2007        | Torn                              | Steven Taylor                            | miniserie - 3 episodios                     |
| 2004 - 2006 | Coronation Street                 | Daniel Baldwin                           | 258 episodios                               |
| 2004        | Murder City                       | Ken Hill                                 | episodio "Big City Small World"             |
| 2004        | The Basil Brush Show              | Señor Savage                             | episodio "Bend It Like Basil"               |
| 2003        | M.I.T.: Murder Investigation Team | Phil Seagrove                            | episodio "Daddy's Little Girl"              |
| 2003        | Reps                              | Terry Arnold                             | -                                           |
| 2002 - 2003 | Night & Day                       | Eddie "Woody" Dexter                     | -                                           |
| 2002        | Sport Addicts                     | Anfitrión                                | -                                           |
| 2000        | The Thing About Vince             | Perry                                    | miniserie - episodio # 1.3                  |
| 2000        | Lock, Stock...                    | Larry Harmless                           | episodio "...And a Fistful of Jack & Jills" |
| 1999        | Big State                         | -                                        | -                                           |
| 1998        | Noel's House Party                | Dentista/Hombre de Sonido                | 2 episodios                                 |

Películas
| Año  | Título                             | Personaje            | Notas                                                                   |
| ---- | ---------------------------------- | -------------------- | ----------------------------------------------------------------------- |
| 2015 | Silence of Seven                   | Kevin Daysh          | junto a Ramin Karimloo, Ernesto Cantu & Natalia Ryumina                 |
| 2012 | Wartime Wanderers                  | RSM. Hawarden        | junto a Jonathan Pryce, Matthew McNulty & Sean Maguire                  |
| 2007 | The Old Curiosity Shop             | Mr. Liggers          | junto a Derek Jacobi, Toby Jones, Sophie Vavasseur & Gina McKee         |
| 2007 | Chacun son cinéma                  | Padre                | segmento "Happy Ending" - junto a Joe Siffleet                          |
| 2006 | The Children's Party at the Palace | Ladrón Bill          | junto a Sophie Dahl, Marc Cabourdin & Daniel Caren                      |
| 2005 | Coronation Street: Pantomime       | Príncipe Azul        | junto a Jennie McAlpine, Antony Cotton & Tina O'Brien                   |
| 2001 | The Glow                           | George, el mayordomo | corto - junto a Jack Blumenau, Natalie Ogle & John Quentin              |
| 2001 | Mike Bassett: England Manager      | Dave Dodds           | junto a Ulrich Thomsen, Ricky Tomlinson, Amanda Redman & Philip Jackson |
| 2001 | Hotel!                             | Henry                | junto a Benjamin Boyd, Peter Capaldi & Keeley Hawes                     |

Teatro
| Año         | Obra                  | Personaje  | Director   | Teatro                     | Notas |
| ----------- | --------------------- | ---------- | ---------- | -------------------------- | ----- |
| 2010 - 2011 | Peter Pan (pantomima) | -          | -          | Cliffs Pavilion            | -     |
| -           | Cash on Delivery      | Eric Swan  | Ray Cooney | Whitehall Theatre W.End    | -     |
| -           | Tom, Dick & Harry     | Tom        | Ray Cooney | Theatre Royal, Windsor     | -     |
| -           | Run for your Wife     | John Smith | Ray Cooney | Churchill Theatre, Bromley | -     |

Presentador
| Año             | Programa                             | Notas                              |
| --------------- | ------------------------------------ | ---------------------------------- |
| 2009 - presente | The Chase                            | 9 episodios                        |
| 2010 - 2011     | Odd One In                           | 15 episodios                       |
| 2007            | No. 1 Soap Fan                       | -                                  |
| 2007            | That's What I Call Television        | episodio # 1.7                     |
| 2003 - 2005     | Today with Des and Mel               | 8 episodios - presentador invitado |
| -               | Our Lives: ORun Away with the Circus | narrador                           |
| 2005            | Must See TV                          | episodio "The Sweeney"             |
| -               | Shoot The Messenger                  | presentador                        |
| -               | The Big Stage                        | presentador                        |
| -               | The National Lottery                 | presentador                        |

Autor
| Año  | Libro                      | Notas   |
| ---- | -------------------------- | ------- |
| 2011 | My Dream Cup Final with... | coautor |

## Premios y nominaciones
| Año  | Categoría                                            | Premio                    | Serie             | Resultado |
| ---- | ---------------------------------------------------- | ------------------------- | ----------------- | --------- |
| 2014 | TV Detective                                         | National Television Award | Law & Order: UK   | Nominado  |
| 2006 | Best Soap Actor                                      | TV Quick Award            | Coronation Street | Ganador   |
| 2006 | Best Dramatic Performance                            | British Soap Award        | Coronation Street | Ganador   |
| 2006 | Best Actor                                           | British Soap Award        | Coronation Street | Nominado  |
| 2006 | Best Storyline (junto a Jane Danson & Johnny Briggs) | British Soap Award        | Coronation Street | Nominados |
| 2006 | Most Popular Actor                                   | National Television Award | Coronation Street | Nominado  |
| 2005 | Most Popular Actor                                   | National Television Award | Coronation Street | Nominado  |
| 2005 | Best Soap Actor                                      | TV Quick Award            | Coronation Street | Nominado  |